# 第1號鋼琴協奏曲 (貝多芬)
C大調第一鋼琴協奏曲，作品15，为贝多芬的钢琴协奏曲作品，作于1796年至1797年間，並於1798年在布拉格作首演，當時首演由貝多芬本人彈鋼琴。

## 創作背景
19世紀初的維也納，當時的聽眾較愛好莫扎特悅耳柔和、流暢自然的鋼琴演奏；但當貝多芬這位突破傳統的鋼琴家正式出場時，聽眾們亦大為驚訝—因貝多芬坐在鋼琴前，高舉起雙手再將鍵盤擊落，往往更會弄斷琴弦；不論如何，貝多芬亦很快贏取了維也納人的心。
1795年，當海頓完成他在倫敦之演出，他瞬即返回維也納，及在12月18日向聽眾介紹他在倫敦演出期間所撰之三首交響曲；其後，他更就此邀請貝多芬作第二度維也納之公開演出，貝多芬本人亦由此引介他這首鋼琴協奏曲。

## 曲式及內容
此首合共35分鐘之協奏曲，共分下列三段樂章：
1. 活潑的快板（Allegro con brio）
2. 緩板（Largo）
3. 迴旋曲—詼諧的快板（Rondo - Allegro Scherzando）

### 第一樂章
本樂章之開首極為克制，緊接而來的是出其不意之轉調，因而表達出箇中的創意；在樂章之尾聲，出現了一個意想不到的突破—那是由貝多芬本人親自編撰的華彩樂段，打破一貫留予獨奏者演出之風格。

### 第二樂章
本樂章以長度為主調—先由鋼琴帶出主旋律，接著由單簧管引發非常動人之情調—本樂章亦因而成為眾貝多芬協奏曲中「最長的慢樂章」。

### 第三樂章
本樂章以「生動詼諧的迴旋曲」為題，當中內含作曲家本人在1791年間於波恩所撰之鋼琴三重奏，亦以七拍子迴旋曲(ABACABA)為主調，一直持續八至九分鐘。

## 評論
此協奏曲據正式紀錄，是於1798年由貝氏本人於布拉格首演的，但他也有可能早在維也納第二度公演時作預演。原本名為“第二部”的鋼琴協奏曲，亦由於此作品較早出版，故一般人將之美其名曰“第一鋼琴協奏曲”。

## 外部連結
- 维基共享资源上的相關多媒體資源：第1號鋼琴協奏曲
- 第1号钢琴协奏曲 (贝多芬)：国际乐谱典藏计划上的乐谱
- Musopen上的乐谱 （页面存档备份，存于）